# 072A型大型登陆舰
072A型大型坦克登陆舰（北約代號Yuting-II）是中国自行研制生产的大型坦克登陆舰，主要担负实施输送登陆兵渡海登陆作战任务，平时也可执行战备运输、海上救护、国防教育等多样化军事任务。
072A型大型坦克登陆舰是072III型基础上的改进型号，曾由中华造船厂、大连造船厂、武昌造船厂及白马造船厂共同承建。该登陆舰外形简洁具备一定隐身能力，采用全封闭上层建筑，封闭式桅杆，船楼中间设置贯通式通道连通舰艏和舰尾甲板，舰尾部设有大型飞行甲板，可供中型直升机起降，但依旧没有设置机库，舰体内部设置贯通式坞舱，舰内车辆载艇可由舰艏舱门跳板和后部坞门跳板进出。072A型可搭载2艘724型气垫登陆艇和1架直-8直升机，可担负两栖登陆作战、人员物资运输、辅助补给等多种任务，它的装备在一定程度上强化了中国海军两栖作战的能力。

## 072A型第二批次大型坦克登陆舰
2013年，为了替换逐步退役的072型登陆舰早期型号，072A型第二批次开始由武昌造船厂、白马造船厂共同建造，部分舰载设备进行了更新升级。新一批此在海军公开日展览中显示为072A型登陆舰。舰首的76F双管37毫米舰炮被替换成了最新的H/PJ-17型单管30毫米舰炮。新建072A型第二批次满载排水量5008吨，比原072A型略大。最高航速提高到20节。舰桥由开放式变为封闭式，具有较好的隐身性。同时直通甲板的设计更方便两栖装备的投放。舰尾设有直升机起降平台。目前新服役六艘均部署于东海舰队。